# Roberto Bonetto
Roberto Bonetto (Vicenza, 24 agosto 1953) è un imprenditore e dirigente sportivo italiano, presidente del Padova dal 2017 al 2019.

## Biografia
Nato a Vicenza e cresciuto a Torino, da giovane, per breve tempo, gioca come calciatore dilettante nel Vanchiglia (società di Torino), assieme a Claudio Onofri. Dopo aver lavorato come rappresentante, si mette in proprio, creando la finanziaria Thema Italia S.p.A., società attiva nell'energia, nelle calzature sportive e negli immobili, di cui è presidente. Negli anni 1990 diventa presidente del Plateola, squadra di Piazzola sul Brenta in provincia di Padova. Successivamente diventa vice-presidente del Cittadella, dove si occupò anche del settore giovanile per quattro stagioni.
Nel 2014 è autore, assieme a Giuseppe Bergamin, imprenditore conosciuto già ai tempi del Plateola, della rinascita del Padova. Nel 2017 è nominato presidente della società biancoscudata. Nel 2019 cede la maggioranza delle quote societarie del Calcio Padova all'imprenditore francese Joseph Marie Oughourlian, lasciando anche la carica di presidente, ma rimanendo comunque nel consiglio di amministrazione. Il 28 novembre, riduce ulteriormente le proprie quote societarie, uscendo anche dal consiglio di amministrazione.
Il 23 dicembre 2020, infine, cede la totalità delle proprie quote societarie del Calcio Padova, a Oughourlian, mettendo così fine alla sua avventura nel Padova, cominciata nel 2014.

## Vita privata
Il padre Dionigi, da giovane, era operaio alla FIAT prima di trasferirsi a Piazzola sul Brenta e aprire una ditta di sottaceti. Ha un figlio, Edoardo, ex vice-presidente del Padova, ed ex calciatore di Padova e Cittadella (settore giovanile) e Fermana (prima squadra).